# Cantó de Narbona-Oest

El cantó al departament de l'Aude

El cantó de Narbona-Oest és un cantó francès del departament de l'Aude, a la regió d'Occitània. Està inclòs al districte de Narbona, té 9 municipis i el cap cantonal és Narbona.

## Municipi
Formen part del cantó els municipis següents (s'indica en primer lloc el nom occità i, entre parèntesis, el nom oficial francès): 
- Bisanet (Bizanet)
- Canet (Canet)
- Marcorinhan (Marcorignan)
- Montredon (Montredon-des-Corbières)
- Mossan (Moussan)
- Nevian (Névian)
- Raissac d'Aude (Raissac-d'Aude)
- Viladanha (Villedaigne)
- part de la ciutat de Narbona (Narbonne)